# ريكي هورتون
ريكي هورتون (بالإنجليزية: Ricky Horton)‏ هو لاعب كرة قاعدة أمريكي، ولد في 30 يوليو 1959 في بكبسي في الولايات المتحدة.

## وصلات خارجية
- ريكي هورتون على موقعبيزبول رفرنس.كوم (الدوري الرئيسي) (الإنجليزية)
- ريكي هورتون على موقعبيزبول رفرنس.كوم (الدوري الثانوي) (الإنجليزية)
- ريكي هورتون على موقع مشجعي الرسوم البيانية (الإنجليزية)